# Gabriel Strefezza
Gabriel Tadeu Strefezza Rebelato, noto semplicemente come Gabriel Strefezza (San Paolo, 18 aprile 1997), è un calciatore brasiliano, centrocampista o attaccante dell'Olympiacos.

## Biografia
Possiede il passaporto italiano grazie ad alcuni bisnonni originari di Riesi (Caltanissetta). Per via della sua capigliatura è soprannominato anche Espeto (in italiano "spiedo").
Sposato, ha due figlie.

## Caratteristiche tecniche
Centrocampista destro brevilineo che può agire anche sulla fascia opposta, è dotato di velocità e si dimostra abile nel dribbling e nell'effettuare cross ed assist per i compagni. In carriera è stato impiegato anche da trequartista, seconda punta e ala. Quest'ultimo ruolo è quello in cui si trova più a suo agio.

## Carriera

### Club

#### Gli inizi e la SPAL
Cresciuto nel settore giovanile del Corinthians, nel 2016, dopo essere stato scartato da Palermo e Lazio per via della bassa statura, viene acquistato dalla SPAL, che lo inserisce nella squadra primavera, con cui si mette in luce. Esordisce in prima squadra il 31 marzo 2017, disputando i minuti finali dell'incontro di Serie B perso per 1-0 contro l'Avellino. Il 1º maggio 2017 firma il suo primo contratto tra i professionisti con la formazione estense.

#### Prestiti e ritorno alla SPAL
Il 10 luglio 2017 viene ceduto prestito annuale alla Juve Stabia, militante in Serie C. Nel luglio 2018 si trasferisce, con la stessa formula, in Serie B, alla Cremonese. Con i grigiorossi disputa globalmente 24 partite, segnando la sua prima ed unica rete in campionato il 31 agosto dello stesso anno nella gara pareggiata per 2-2 in trasferta contro il Palermo.
Rientrato alla SPAL, viene inserito nella rosa della prima squadra per la stagione di 2019-2020, su richiesta dell'allenatore Leonardo Semplici. Debutta in Serie A il 15 settembre 2019, subentrando nel secondo tempo ad Arkadiusz Reca, in occasione del match vinto per 2-1 in casa contro la Lazio, aiutando la squadra a rimontare lo svantaggio iniziale. Il giorno successivo rinnova il proprio contratto con la società estense fino al giugno del 2022. Confermato come titolare nelle successive partite, trova poi la sua prima rete in Serie A il 21 dicembre 2019, nel successo per 2-1 in casa del Torino. Con i ferraresi disputa anche la successiva annata in Serie B.

#### Lecce e Como
Il 12 agosto 2021 Strefezza viene ceduto per 550.000 euro al Lecce, con cui sottoscrive un contratto di quattro anni più opzione per il quinto. Il 21 settembre successivo segna la sua prima rete con i giallorossi, nel successo per 3-0 in casa del Crotone. Con 14 reti contribuisce alla vittoria del campionato di Serie B 2021-2022, che vale al Lecce la promozione in massima serie, e nella successiva annata in massima serie realizza 8 reti, rivelandosi uno dei migliori giocatori della stagione. Nell'estate del 2023 viene nominato capitano della squadra.
Il 29 gennaio 2024, dopo sei mesi di alti e bassi, viene ceduto in prestito con obbligo di riscatto al Como, con cui firma un contratto di tre anni e mezzo. All'esordio, il 3 febbraio, va subito a segno, realizzando il gol decisivo per il successo esterno 0-1 in casa della Ternana. Contribuisce con tre gol alla promozione dei lariani in Serie A. Ritrova il gol in massima serie il 24 settembre 2024, nel successo per 3-2 in casa dell'Atalanta.

#### Olympiacos
Il 31 luglio 2025 si trasferisce a titolo definitivo ai greci dell'Olympiacos, nella Souper Ligka Ellada, per 8 milioni di euro.

## Statistiche

### Presenze e reti nei club
Statistiche aggiornate al 31 luglio 2025.
| Stagione        | Squadra         | Campionato      | Campionato | Campionato | Coppe nazionali | Coppe nazionali | Coppe nazionali | Coppe continentali | Coppe continentali | Coppe continentali | Altre coppe | Altre coppe | Altre coppe | Totale | Totale | Totale |
| Stagione        | Squadra         | Comp            | Pres       | Reti       | Comp            | Pres            | Reti            | Comp               | Pres               | Reti               | Comp        | Pres        | Reti        | Pres   | Reti   |        |
| --------------- | --------------- | --------------- | ---------- | ---------- | --------------- | --------------- | --------------- | ------------------ | ------------------ | ------------------ | ----------- | ----------- | ----------- | ------ | ------ | ------ |
| 2016-2017       | SPAL            | B               | 1          | 0          | CI              | -               | -               | -                  | -                  | -                  | -           | -           | -           | 1      | 0      |        |
| 2017-2018       | Juve Stabia     | C               | 32+3       | 3+0        | CI+CI-C         | 2+1             | 1+0             | -                  | -                  | -                  | -           | -           | -           | 38     | 4      |        |
| 2018-2019       | Cremonese       | B               | 23         | 1          | CI              | 1               | 0               | -                  | -                  | -                  | -           | -           | -           | 24     | 1      |        |
| 2019-2020       | SPAL            | A               | 32         | 1          | CI              | 1               | 0               | -                  | -                  | -                  | -           | -           | -           | 33     | 1      |        |
| 2020-2021       | SPAL            | B               | 29         | 4          | CI              | 2               | 0               | -                  | -                  | -                  | -           | -           | -           | 31     | 4      |        |
| Totale SPAL     | Totale SPAL     | Totale SPAL     | 62         | 5          |                 | 3               | 0               |                    | -                  | -                  |             | -           | -           | 65     | 5      |        |
| 2021-2022       | Lecce           | B               | 35         | 14         | CI              | 1               | 0               | -                  | -                  | -                  | -           | -           | -           | 36     | 14     |        |
| 2022-2023       | Lecce           | A               | 35         | 8          | CI              | 1               | 1               | -                  | -                  | -                  | -           | -           | -           | 36     | 9      |        |
| 2023-gen. 2024  | Lecce           | A               | 19         | 1          | CI              | 2               | 1               | -                  | -                  | -                  | -           | -           | -           | 21     | 2      |        |
| Totale Lecce    | Totale Lecce    | Totale Lecce    | 89         | 23         |                 | 4               | 2               |                    | -                  | -                  |             | -           | -           | 93     | 25     |        |
| gen.-giu. 2024  | Como            | B               | 15         | 3          | CI              | -               | -               | -                  | -                  | -                  | -           | -           | -           | 15     | 3      |        |
| 2024-2025       | Como            | A               | 37         | 6          | CI              | 1               | 0               | -                  | -                  | -                  | -           | -           | -           | 38     | 6      |        |
| Totale Como     | Totale Como     | Totale Como     | 52         | 9          |                 | 1               | 0               |                    | -                  | -                  |             | -           | -           | 53     | 9      |        |
| 2025-2026       | Olympiacos      | SLE             | -          | -          | CG              | -               | -               | UCL                | -                  | -                  | -           | -           | -           | -      | -      |        |
| Totale carriera | Totale carriera | Totale carriera | 258+3      | 41         |                 | 12              | 3               |                    | -                  | -                  |             | -           | -           | 273    | 44     |        |

## Palmarès

### Club

#### Competizioni nazionali
- Campionato italiano di Serie B: 2

SPAL: 2016-2017
Lecce: 2021-2022